# Elizabeth Murray (psicóloga)
Elizabeth Murray (Bronx, Nueva York, 23 de septiembre de 1980) es una psicóloga, escritora y conferencista estadounidense.

## Biografía
Más conocida como Liz Murray, creció en un hogar pobre, sus dos padres eran adictos a las drogas, que habían contraído VIH, tenía una hermana más grande que ella. Cuando Liz tenía 16 años, su madre falleció, y quedó sin hogar. A los diecisiete años sin techo, retomó sus estudios, motivada por una visita guiada a la Universidad de Harvard, se fijó como objetivo concentrarse en obtener altas calificaciones. Realizó sus estudios secundarios en solo dos años. Compitió por una beca del New York Times para buenos estudiantes y logró entrar a la universidad y completar sus estudios en psicología.
La experiencia de Elizabeth Murray se plasmó en la película Una indigente en Harvard en 2003, dirigida por Peter Levin y protagonizada por la actriz Thora Birch.
Contrajo matrimonio con James Scanlon y es madre de Liam y Jean Murray Scanlon.

## Libro
| Año  | Título         | ISBN          | Editorial | Otros                                                                                     |
| ---- | -------------- | ------------- | --------- | ----------------------------------------------------------------------------------------- |
| 2012 | Breaking Night | 9788403012387 | Aguilar   | Mi viaje desde la indigencia hasta la Universidad de Harvard, autobiografía. Superventas. |

"Intento transmitir que no importa lo que te haya pasado antes en tu vida, siempre puedes hacer algo para avanzar. Siempre se puede tomar una decisión, una decisión que cambie las cosas."
Elizabeth Murray, marzo de 2011.